# Bad König
Bad König is een plaats in de Duitse deelstaat Hessen, gelegen in de Odenwaldkreis. De stad telt 9.835 inwoners.

## Geografie
Bad König heeft een oppervlakte van 46,73 km² en ligt in het centrum van Duitsland, iets ten westen van het geografisch middelpunt.

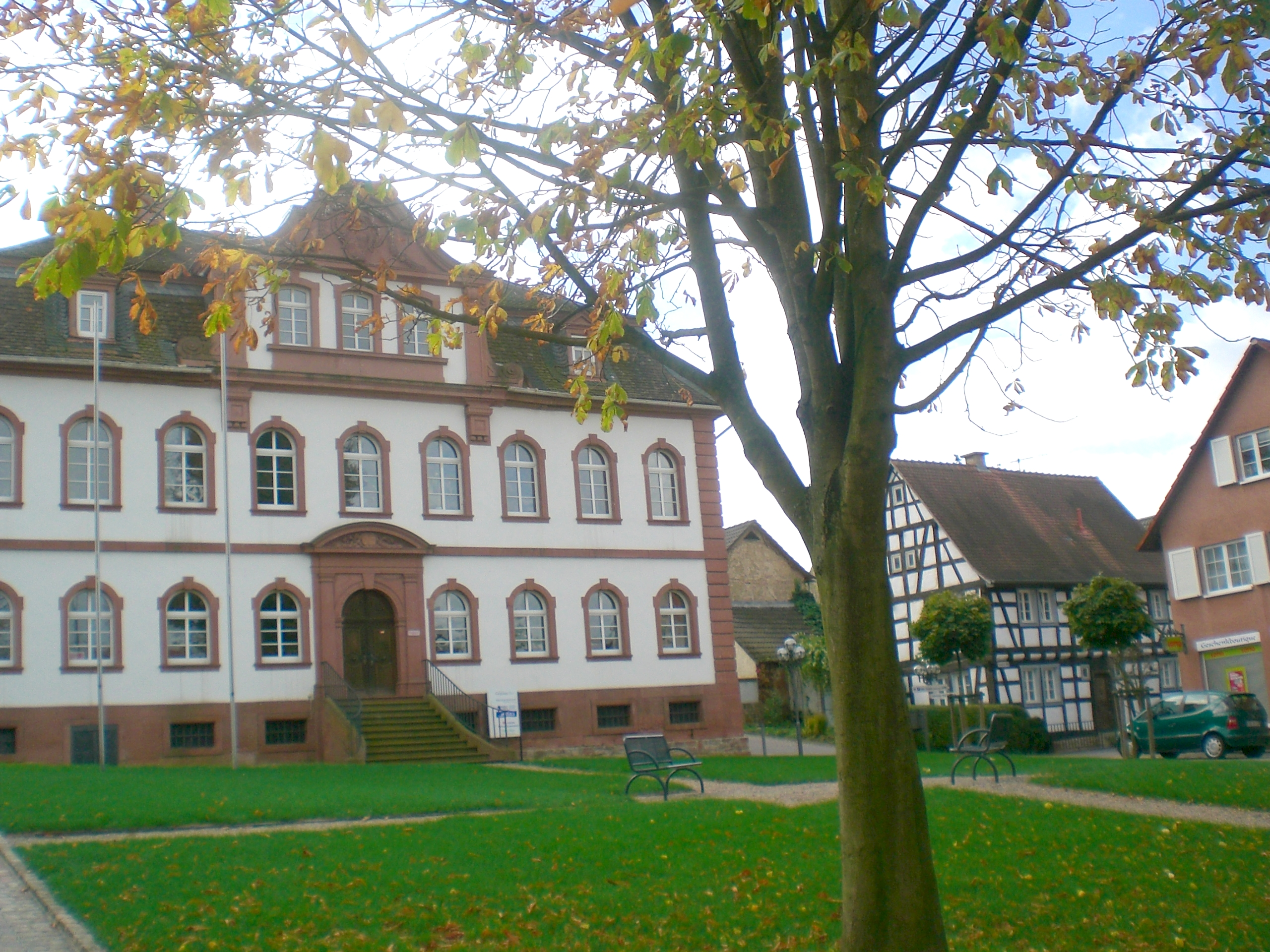
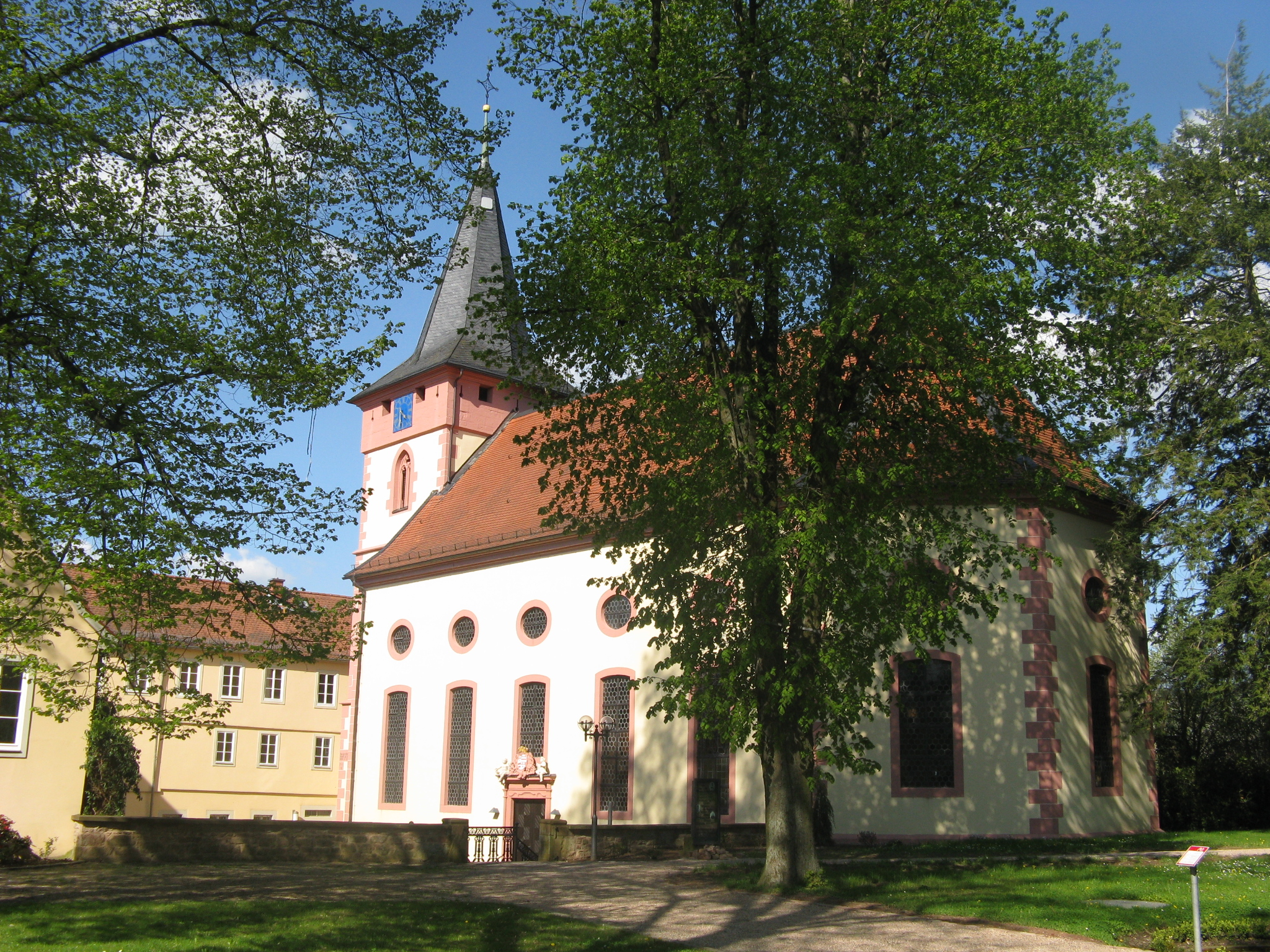
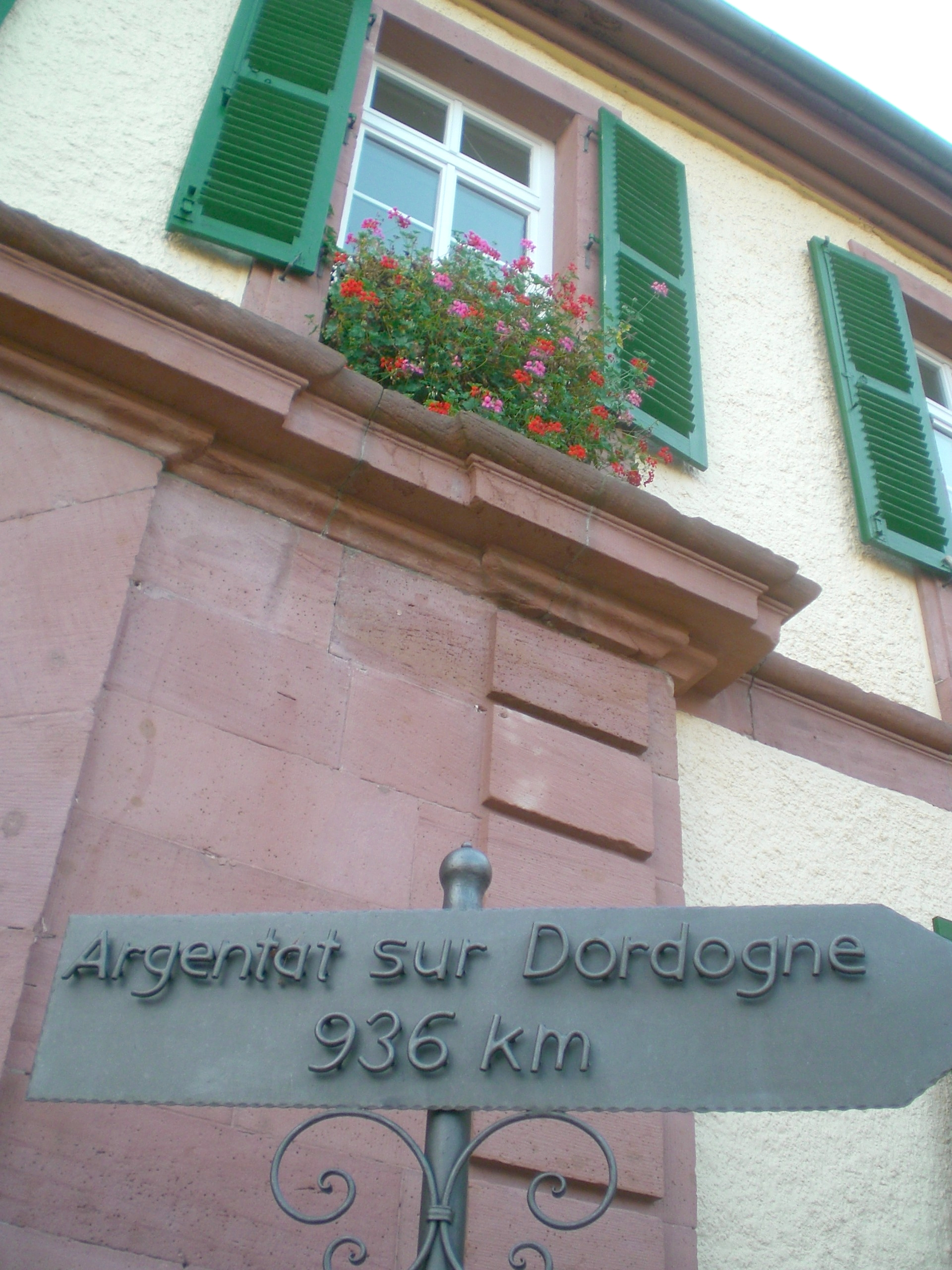
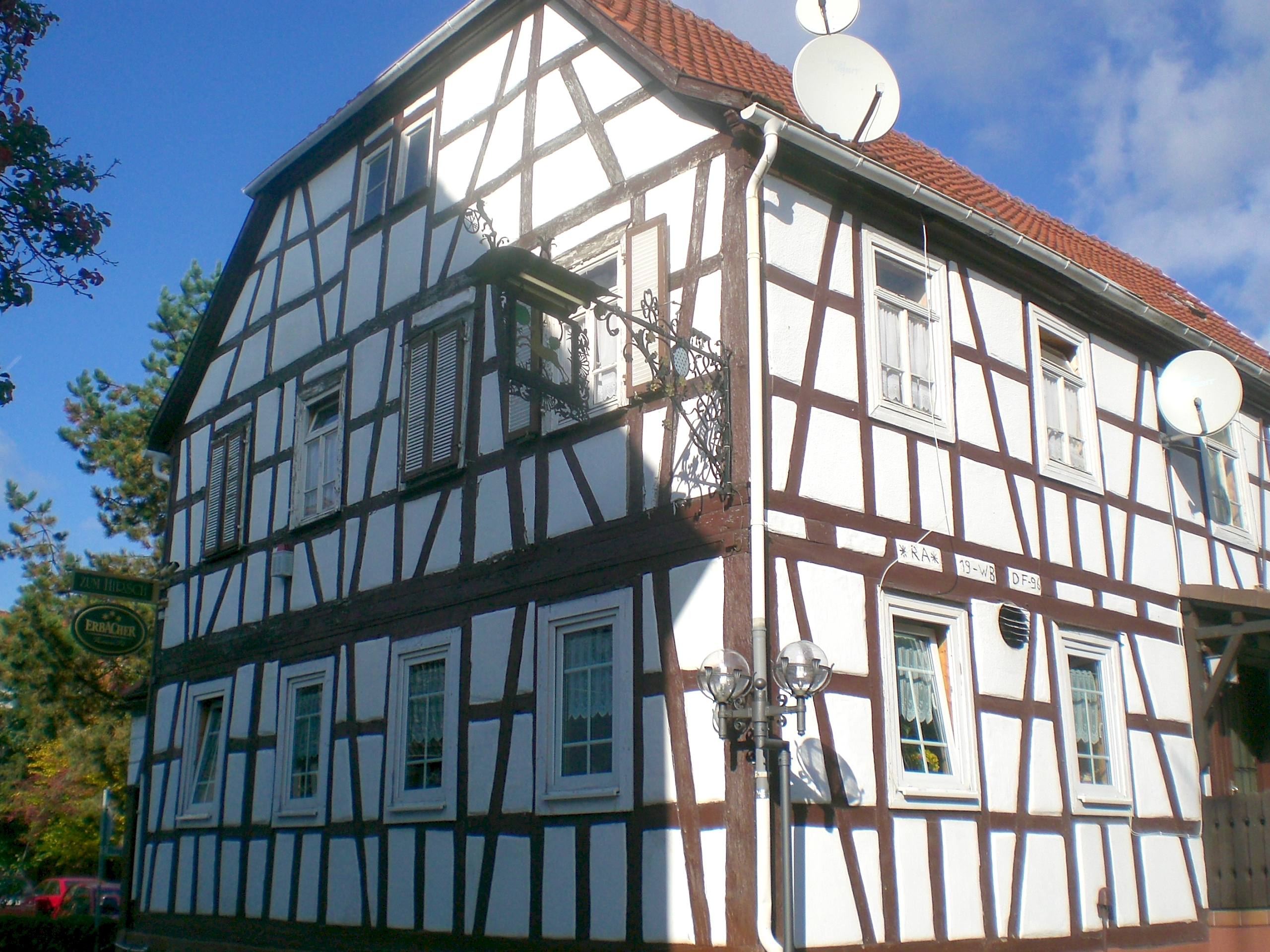

Bad König · Beerfelden · Brensbach · Breuberg · Brombachtal · Erbach · Fränkisch-Crumbach · Hesseneck · Höchst im Odenwald · Lützelbach · Michelstadt · Mossautal · Reichelsheim · Rothenberg · Sensbachtal